# Daniel Fässler
Daniel Fässler, né le 22 août 1960 à Appenzell (originaire du même lieu), est une personnalité politique suisse, membre du Centre. 
Il est conseiller national de 2011 à 2019, puis conseiller aux États.

## Biographie
Daniel Fässler naît le 22 août 1960 à Appenzell. Il en est également originaire. 
Après son gymnase à Appenzell[réf. nécessaire], il étudie le droit à l’université de Berne, à la suite  laquelle il obtient un doctorat. Après avoir passé le barreau, il exerce comme avocat à Zurich, et fonde sa propre étude à Saint-Gall en 1994. De 1999 à 2004, il est juge du district d’Appenzell, et de 2004 à 2008, juge au tribunal cantonal d’Appenzell Rhodes-Intérieures. 
Il est marié et père de trois enfants.

## Parcours politique
En 2010, il est nommé Landamman, président du gouvernement de son canton pour deux ans.[réf. nécessaire] Il est à nouveau choisi Landamman par la Landsgemeinde le 28 avril 2013, contre le conseiller aux états Carlo Schmid-Sutter, qui se retire de la politique après 29 ans à l’exécutif cantonal.
Il est choisi avec une confortable avance lors des élections au conseil national de 2011.[réf. nécessaire] Il est réélu au Conseil national en 2015. Il y est membre de la Commission de l'environnement, de l'aménagement du territoire et de l'énergie (CEATE).
Il remporte le siège au Conseil des États lors de la Landsgemeinde du 28 avril 2019.[réf. nécessaire] Il est réélu pour une nouvelle législature lors de la Landsgemeinde du 30 avril 2023. Il siège au sein de la Commission des institutions politiques, qu'il préside depuis fin 2023, de la Commission de gestion jusqu'à fin 2023,  de la Commission des affaires juridiques de fin 2021 à fin 2023 et de la CEATE depuis fin 2023. 

## Publications
- (de) Daniel Fässler, Den Armen zu Trost, Nutz und Gut : eine rechtshistorische Darstellung der Gemeinmerker (Allmenden) von Appenzell Innerrhoden - unter besonderer Berücksichtigung der Mendle, Appenzell, Imprimerie Appenzeller Volksfreund, 1998 (ISBN 3-9520024-6-1).